# Château Galimard
Le château Galimard est un édifice situé au Burzet en France.

## Localisation
Le château est situé sur le territoire de la commune de Burzet, à l'écart du bourg, il est bien exposé à flanc de coteau sur la rive gauche de la Bourges, dans le département de l'Ardèche, en région Auvergne-Rhône-Alpes.

## Description
Le château se présente comme un logis doublé d'une exploitation agricole. Le plan général forme un rectangle à l'intérieur duquel les constructions entourent une petite cour à ciel ouvert. Dans cette cour se trouve une source, aménagée au XVIIe siècle à la façon d'une grotte décorative. La façade principale est surmontée d'une tour qui abrite l'escalier central ; le dôme de bois  couvre cet escalier. Certains pièces ont été modifiées au XIXe siècle ou XXe siècle, mais nombre d'éléments anciens subsistent : cheminée monumentale dans la cuisine, plafonds à la française, calades. La chapelle n' a plus aucun élèment décoratif. La construction du château remonterait au XVIe siècle.

## Histoire
Sa construction remonte probablement au XIe siècle.Un premier château dit Mézeyrac ,connu sous la dénomination de fort militaire fut construit par la famille Mézérac, venue de Présailles en Velay(43),qui devait constituer  un élément de défense militaire du château de Burzet détruit durant les guerres de religion.
Puis l'histoire du château se perd dans les couloirs du temps pour réapparaître au XVII siècle période ou la bâtisse est devenue la propriété de Sieur Claude de Chastel ,Seigneur de Condres. 
Le 16 octobre 1662,Claude de Chastel vend le château à Christophe Chalabrueysse qui le baptise du nom de Galimard surnom que portait son grand-père ,Benoit Chalabrueysse (1549-1624) dit la Capitaine Galimard ,mort à Burzet dans des circonstances étranges (probablement assassiné).Cette famille de Chalabrueysse tire elle même son nom des Del Masoier,alias Chalabrueysse,originaire du lieu-dit Chalabrueysse devenu Chalabreysse,situé dans la paroisse de Genestelle (07)[réf. nécessaire].
L'édifice a fait l'objet de plusieurs campagnes de travaux, notamment au XVIIe siècle par la volonté de Claude Chalabrueysse de Galimard( fils de Christophe Chalabrueysse). Le château fort  perdit alors sa chrysalide d'éléments défensifs pour se métamorphoser en "maison d'apparat".[réf. nécessaire]
Pendant les deux siècles suivants, aucune information sur l'état du château qui semble de délabrer considérablement malgré des travaux épisodiques aux XIX et XX siècle.[réf. nécessaire]
Philippe Barnet de Bort issu d'une ancienne noblesse corrézienne rachète la château de Gallimard  en novembre 2020 .[réf. nécessaire]
La maison forte dite château Galimard est inscrite aux monuments historiques depuis le 31 octobre 2016, comme un exemple remarquablement conservé d'une maison forte résidentielle de la petite noblesse du Vivarais, mêlant architecture vernaculaire et résidence de plaisance.

## Galerie

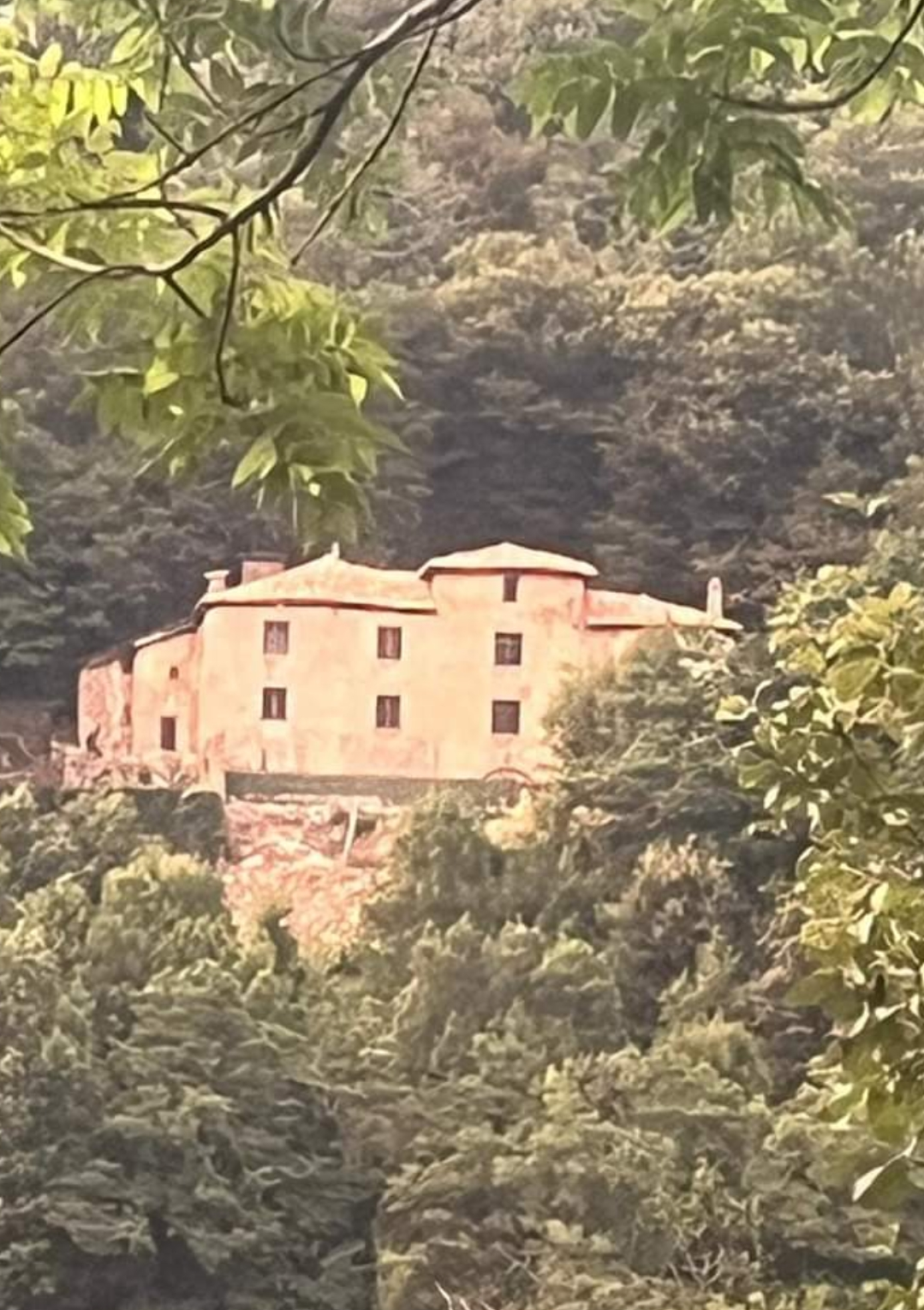
Vue du chateau depuis le village de Burzet.
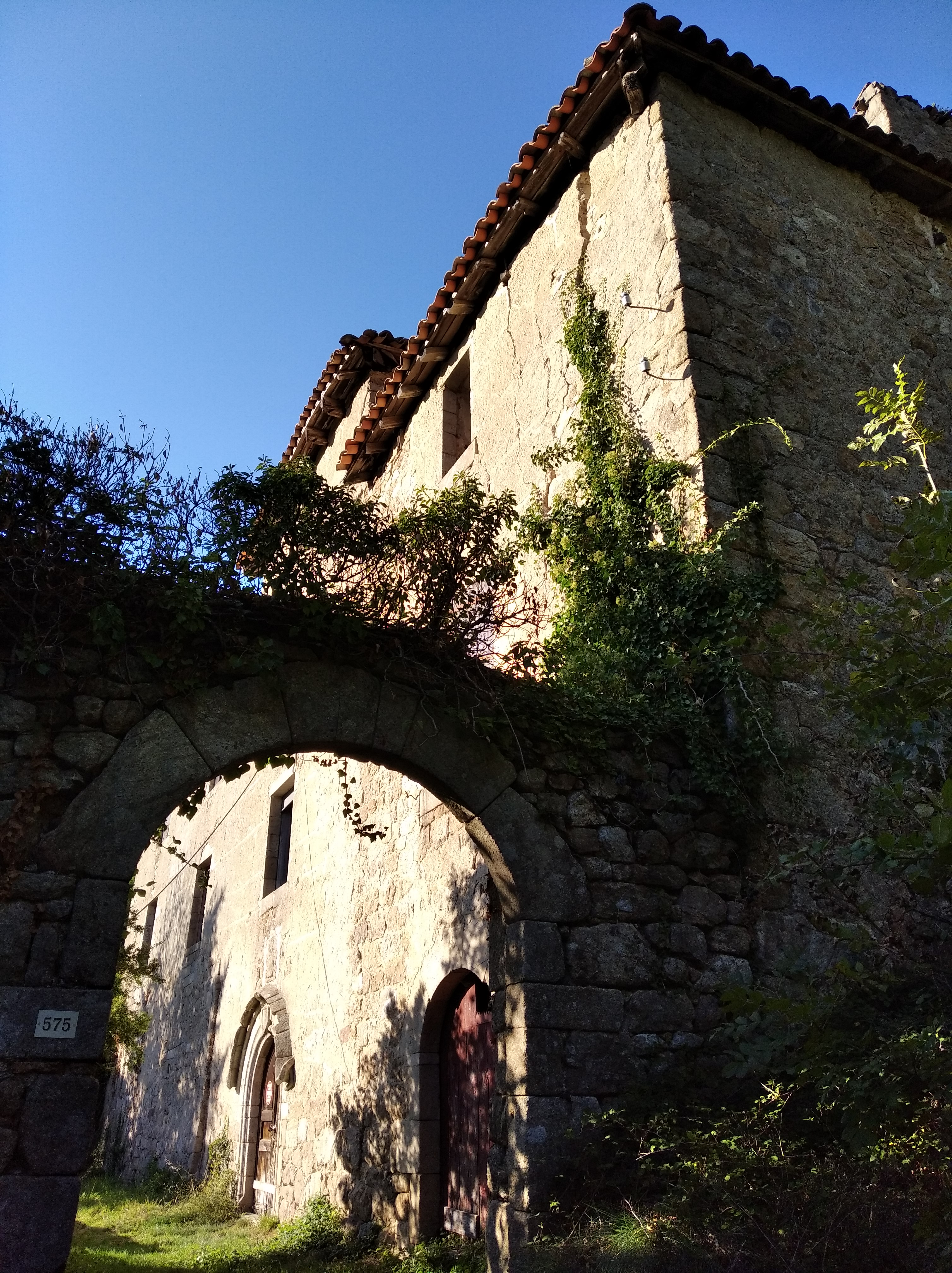
Vue de la façade principale et du porche du château.
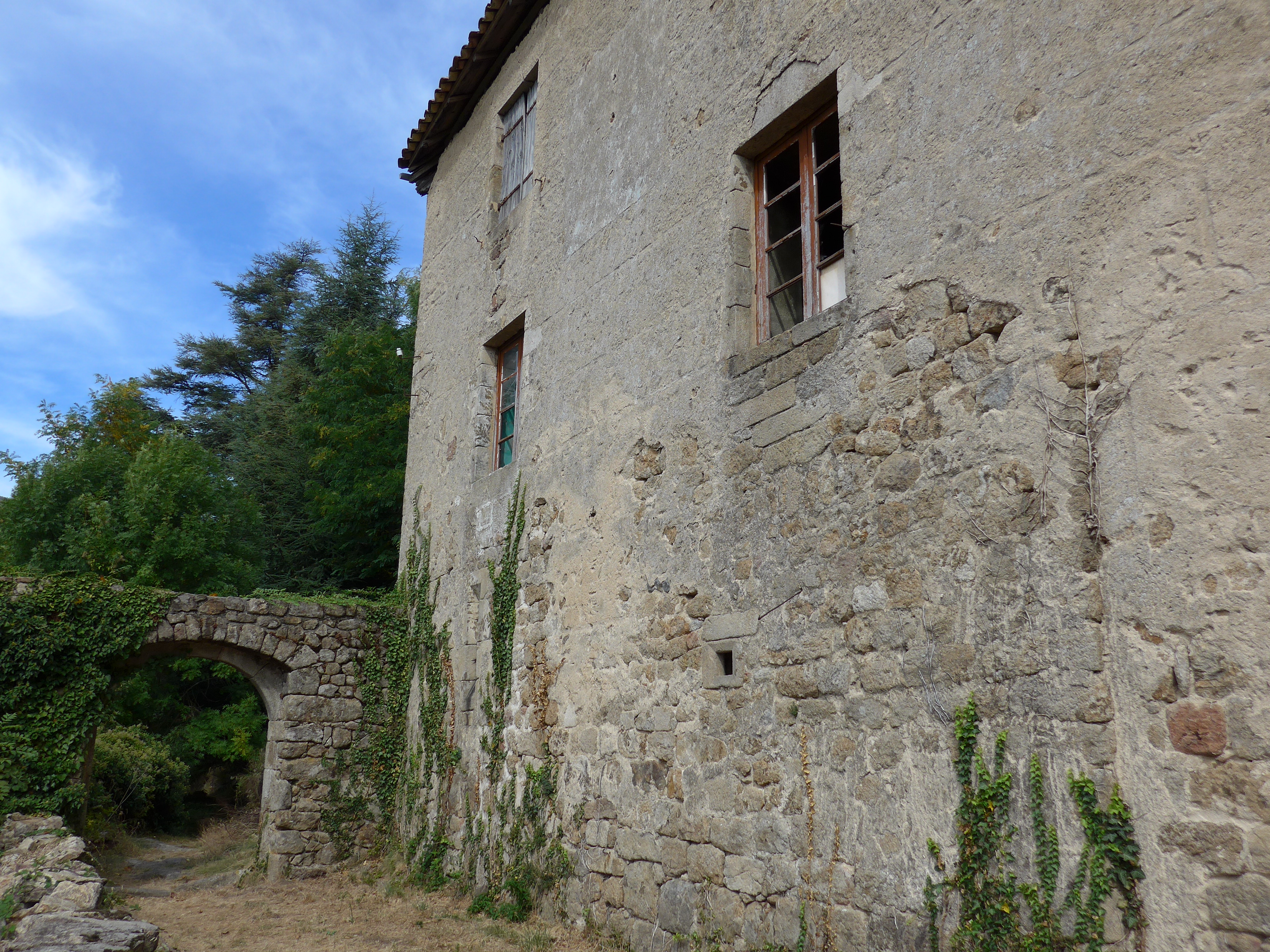
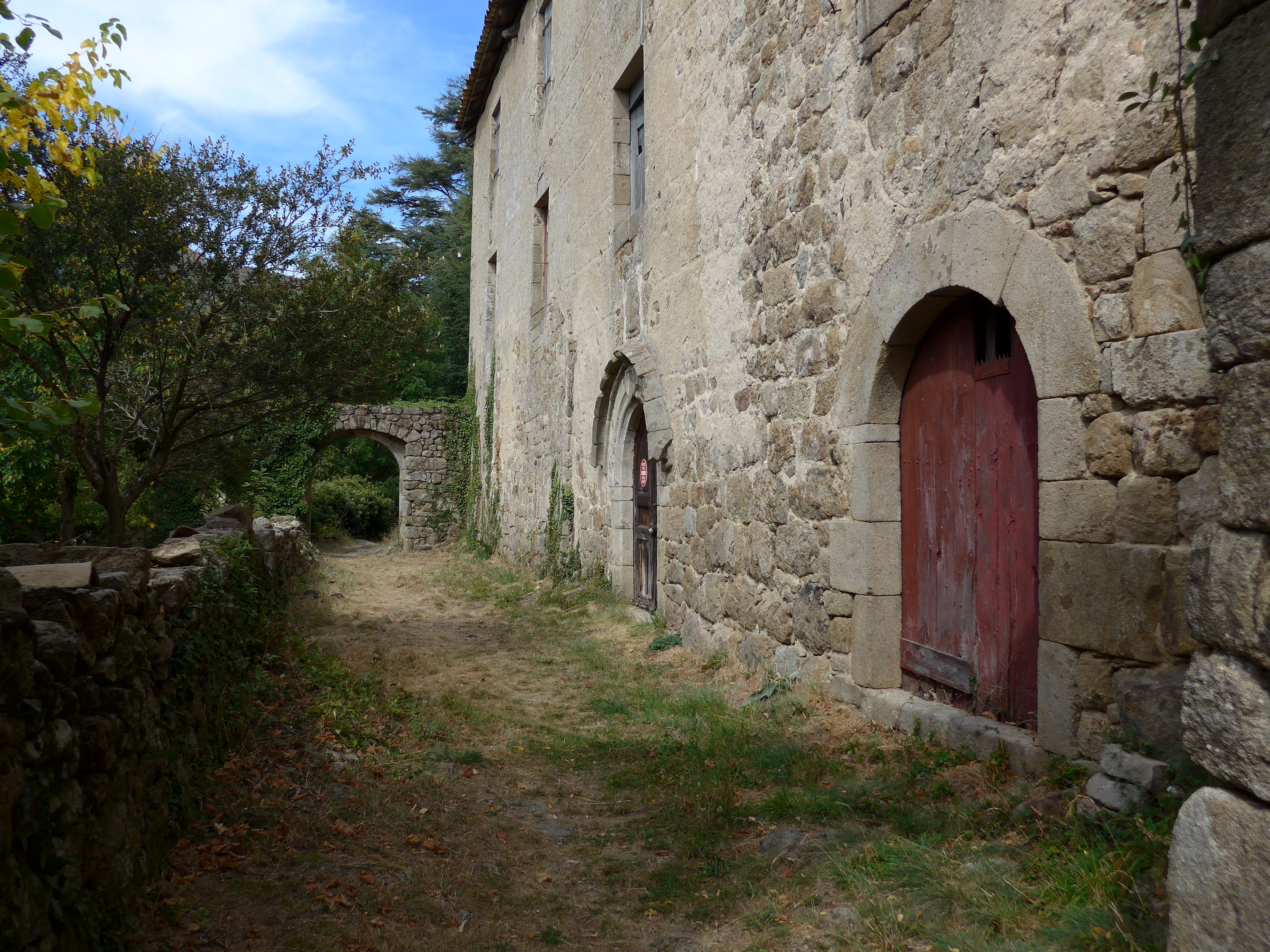
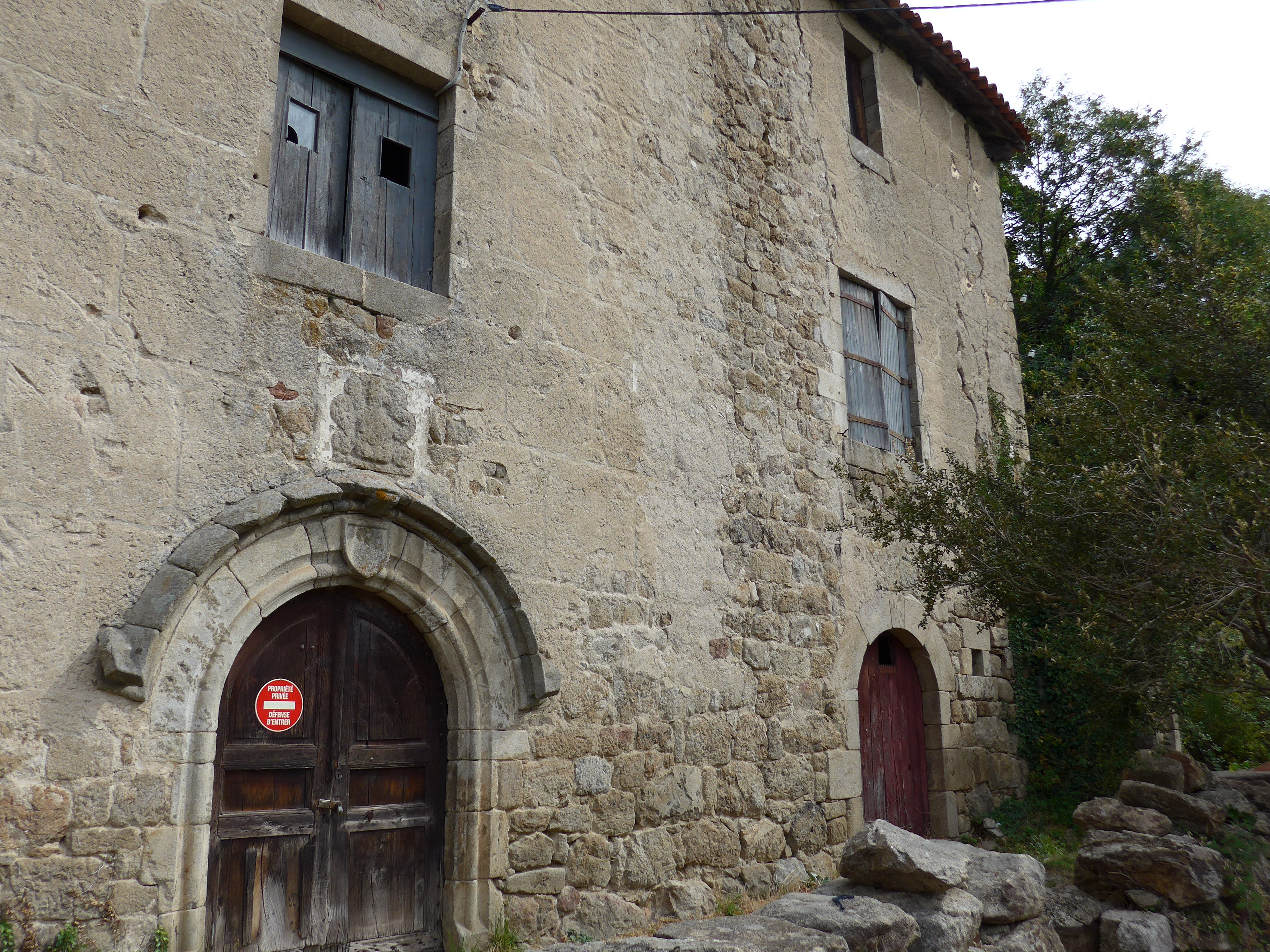
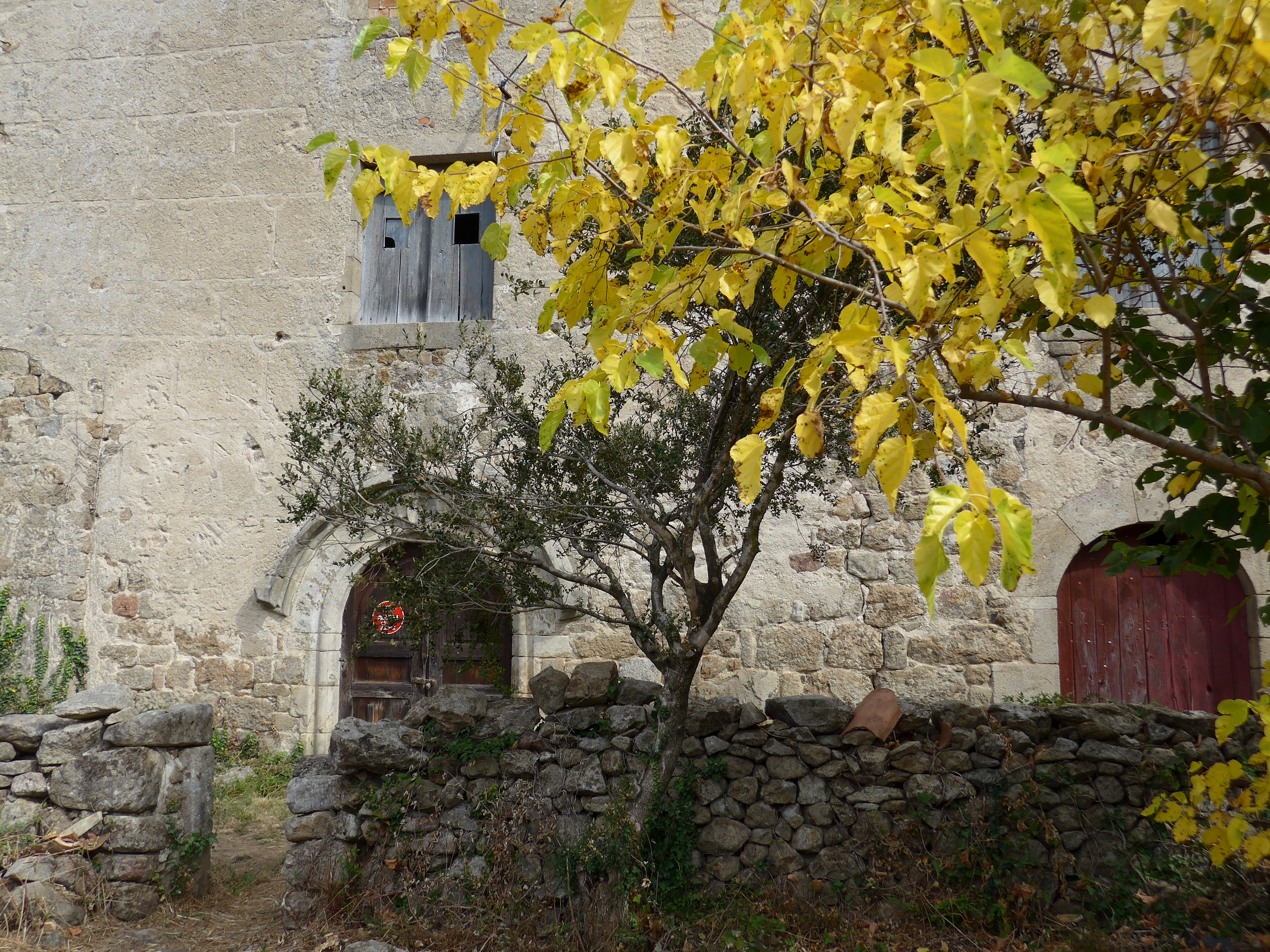
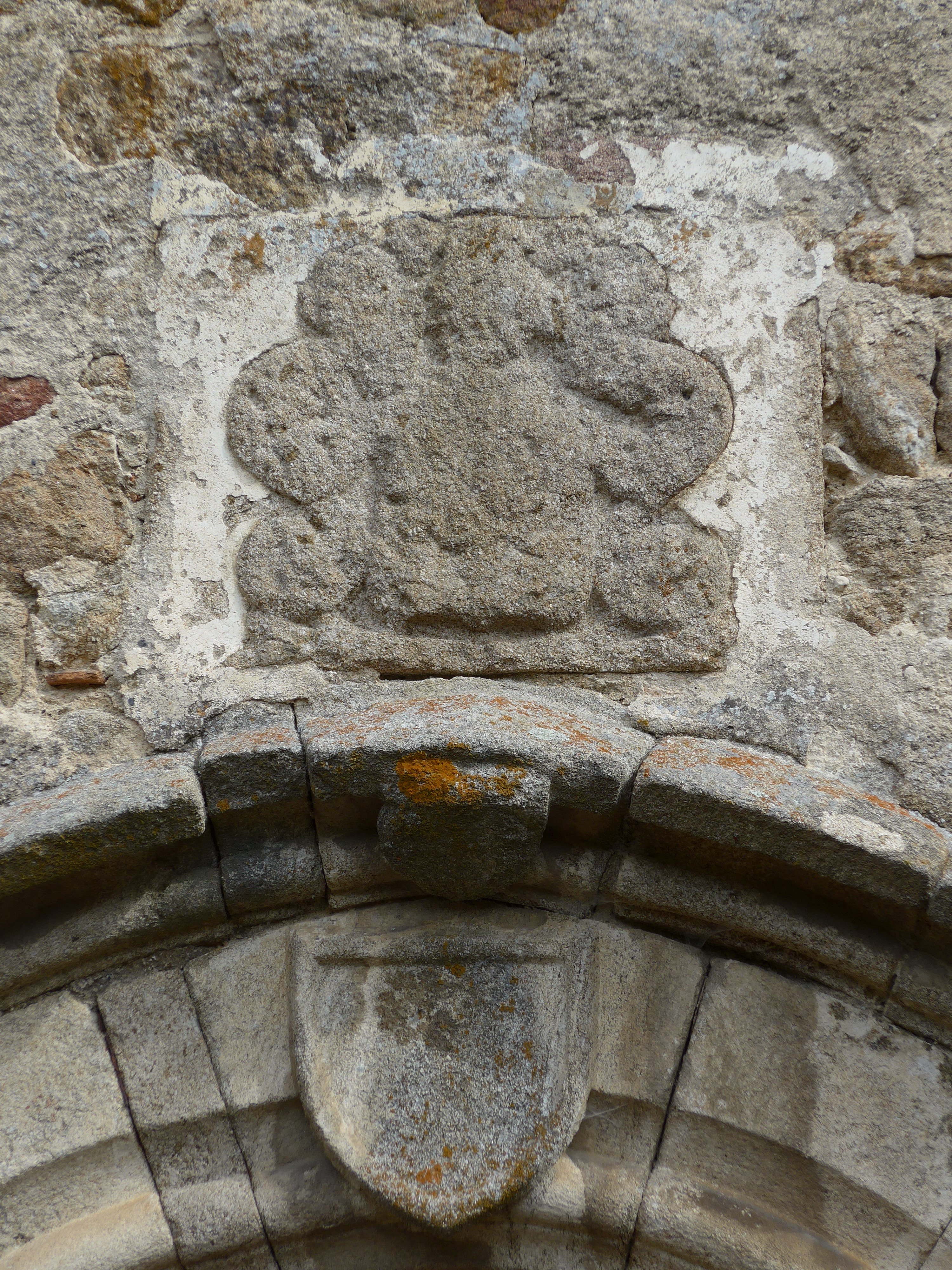